# Zborovy
Zborovy (en allemand : Sborau, précédemment : Zborow) est une commune du district de Klatovy, dans la région de Plzeň, en République tchèque. Sa population s'élevait à 113 habitants en 2021.

## Géographie
Zborovy se trouve à 17 km à l'est de Klatovy, à 42 km au sud-sud-est de Plzeň et à 102 km au sud-ouest de Prague.
La commune est limitée par Plánice à l'ouest et au nord, par Nalžovské Hory à l'est et au sud, par Zavlekov au sud, et par Kolinec au sud-ouest, et par Hnačov au sud-ouest.

## Histoire
La première mention écrite du village date de 1418.

## Transports
Par la route, Zborovy se trouve à 3 km de Plánice, à 18 km de Klatovy, à 51 km de Plzeň et à 123 km de Prague.